# 池田信太郎
池田信太郎（日语：／ Ikeda Shintarō，1980年12月27日—），日本男子羽毛球运动员。福岡縣遠賀郡岡垣町出生，畢業於岡垣中学校、九州国際大学附屬高校及筑波大学，及後在日本Unisys 株式會社任職。2015年宣布退役。

## 簡歷
2007年8月，池田信太郎出戰吉隆坡舉行的世界羽毛球錦標賽，與坂本修一合作打進男子雙打進準決賽，最後以0比2（16-21、12-21）不敵南韓的鄭在成/李龍大，奪得一面銅牌。一年後，二人又合作代表日本出戰北京奧運會羽毛球男子雙打比賽，惜在首圈就被馬來西亞的古健傑/陳文宏以0比2（16-21、12-21）淘汰出局。
2009年4月，池田信太郎在東京都的國家訓練中心召開記者會，正式宣布與潮田玲子組成新搭檔，並表示新目標為2012年的倫敦奧運會。池田與潮田的新組合在同年5月份舉行的蘇迪曼杯首次亮相。
2010年11月，池田信太郎代表日本出戰廣州亞運會，參加羽毛球比賽的混合雙打（拍檔：潮田玲子）及男子團體項目。
2012年7月，池田信太郎與潮田玲子合作代表日本出戰倫敦奧運會羽毛球混合雙打比賽。他們在小組賽B組中，只能取得1勝2負的成績，未能晉級。
同年10月，潮田玲子正式從羽毛球世界聯會註冊退役，而池田則轉為跟海外選手搭檔，先後跟印尼的阿尔文特·尤利安托·钱德拉和蘇格蘭的罗伯·布莱尔參加國際賽事，但成績並不理想。
2015年9月，池田信太郎與大嶋一彰合作出戰日本羽毛球超級賽男雙比賽的資格賽，可惜最終未能打進正賽。賽後，他召開記者會宣布退役。

## 主要比賽成績
只列出曾進入準決賽的國際賽事成績：
| 年份   | 賽事                     | 公開賽級別 | 項目     | 拍檔     | 成績   |
| ------ | ------------------------ | ---------- | -------- | -------- | ------ |
| 2006年 | 日本羽毛球公開賽         | 不適用     | 男子雙打 | 坂本修一 | 準決賽 |
| 2007年 | 大阪羽毛球國際挑戰賽     | 國際挑戰賽 | 男子雙打 | 坂本修一 | 亞軍   |
| 2007年 | 世界羽毛球錦標賽         | 其他       | 男子雙打 | 坂本修一 | 準決賽 |
| 2007年 | 俄羅斯羽毛球黃金大獎賽   | 黃金大獎賽 | 男子雙打 | 坂本修一 | 亞軍   |
| 2008年 | 全英羽毛球超級賽         | 超級賽     | 男子雙打 | 坂本修一 | 準決賽 |
| 2009年 | 荷蘭羽毛球大獎賽         | 大獎賽     | 混合雙打 | 潮田玲子 | 準決賽 |
| 2009年 | 東亞運動會羽毛球比賽     | 其他       | 男子團體 | －       | 銅牌   |
| 2010年 | 越南羽毛球大獎賽         | 大獎賽     | 混合雙打 | 潮田玲子 | 準決賽 |
| 2010年 | 荷蘭羽毛球大獎賽         | 大獎賽     | 混合雙打 | 潮田玲子 | 亞軍   |
| 2011年 | 德國羽毛球黃金大獎賽     | 黃金大獎賽 | 混合雙打 | 潮田玲子 | 亞軍   |
| 2011年 | 澳洲羽毛球黃金大獎賽     | 黃金大獎賽 | 混合雙打 | 潮田玲子 | 準決賽 |
| 2011年 | 俄羅斯羽毛球大獎賽       | 大獎賽     | 混合雙打 | 潮田玲子 | 亞軍   |
| 2011年 | 美國羽毛球黃金大獎賽     | 黃金大獎賽 | 混合雙打 | 潮田玲子 | 準決賽 |
| 2011年 | 世界羽聯超級系列賽總決賽 | 首要超級賽 | 混合雙打 | 潮田玲子 | 準決賽 |
| 2012年 | 澳洲羽毛球黃金大獎賽     | 黃金大獎賽 | 混合雙打 | 潮田玲子 | 準決賽 |
| 2012年 | 新加坡羽毛球超級賽       | 超級賽     | 混合雙打 | 潮田玲子 | 亞軍   |
| 2012年 | 日本羽毛球超級賽         | 超級賽     | 混合雙打 | 潮田玲子 | 準決賽 |

| 2007-2017年 | 首要超級賽 | 超級賽 | 黃金大獎賽 | 大獎賽 | 國際挑戰賽 | 國際系列賽 | 未來系列賽 | 其他 |

### 奧運會和世錦賽參賽紀錄
|          | 搭檔     | 2005 | 2006 | 2007 | 2008 | 2009 | 2010 | 2011 | 2012       |
| -------- | -------- | ---- | ---- | ---- | ---- | ---- | ---- | ---- | ---------- |
| 男子雙打 | 坂本修一 | －   | 16強 | 季軍 | 16強 | 32強 | －   | －   | －         |
|          |          |      |      |      |      |      |      |      |            |
| 混合雙打 | 末綱聰子 | 32強 | 48強 | －   | －   | －   | －   | －   | －         |
| 混合雙打 | 潮田玲子 | －   | －   | －   | －   | －   | －   | 16強 | 小組第三名 |